# Front commun des personnes assistées sociales du Québec
Vous êtes invité à donner votre avis sur cette page de discussion, de manière argumentée en vous aidant notamment des critères d’admissibilité ou en présentant des sources extérieures et sérieuses.  
Après avoir apposé le modèle {{Admissibilité}} sur une page, suivez les étapes expliquées sur Wikipédia:Débat d'admissibilité/Aide :
| 1. | Créez la page de débat d'admissibilité.                                                                      | Sauvegardez d’abord la page pour l’initialiser puis indiquez votre motivation.                                                 |
| 2. | Important : ajoutez une entrée dans la section Débat d'admissibilité du jour.                                | Utilisez ce texte : *{{L\|Front commun des personnes assistées sociales du Québec}}                                            |
| 3. | Pensez à informer les contributeurs principaux de la page et les projets associés lorsque cela est possible. | Utilisez ce texte : {{subst:Avertissement débat d'admissibilité\|Front commun des personnes assistées sociales du Québec}}~~~~ |

Le Front commun des personnes assistées sociales du Québec (FCPASQ) est organisme sans but lucratif militant regroupant une trentaine d’organismes locaux et régionaux dédié à la défense des droits et à l'amélioration des conditions de vie des personnes bénéficiant de l'aide sociale au Québec.

## Histoire
Le 18 avril 2013, le FCPASQ, appuyé par la député Françoise David, dépose une pétition de plus de 16 000 noms à l'Assemblée nationale du Québec contre règlement modifiant le Règlement sur l'aide aux personnes et aux familles du gouvernement Pauline Marois